# 橋本晃佑
橋本 晃佑（はしもと こうすけ、1993年5月6日 - ）は、日本の男子バスケットボール選手である。栃木県出身。ポジションはセンターフォワード。佐賀バルーナーズ所属。203cm、105kg。

## 来歴
宇都宮工業高校で年代別代表を経験した後、3年で日本代表に選出され、ウィリアム・ジョーンズカップ出場
大学は東海大学に進学し、バスケットボール部に所属。
2年連続でウィリアム・ジョーンズカップ出場。
当時のキャプテンは狩野祐介、３年生には田中大貴、須田侑太郎、２年生にはザック・バランスキー、晴山ケビン、藤永佳昭、同期にはベンドラメ礼生、小島元基、頓宮裕人など有力選手が顔を揃えていた。
2012年夏、１年生時に参加した日本代表合宿中に足疲労骨折し完治までに2カ月かかった。
2013年、２年生時のリーグ戦初戦で手の親指骨折。全治３ヶ月と診断される。
完治後、2013年東アジアバスケットボール選手権の日本代表に選出された。ユニバーシアード日本代表にも選出。
2014年、３年生時のリーグ戦中盤で右足を骨折、即時入院となり、その年のリーグ戦出場が絶望となる。
2015年12月にリンク栃木ブレックスへアーリーエントリー選手として入団。
2017年5月、レギュラー戦最後の対仙台89ers戦で左膝前十字靭帯断裂負傷。インジュアリーリスト登録。
2018年2月28日、インジュアリーリストから抹消。
2018年3月18日の対千葉ジェッツ戦で戦列復帰。
2020年オフ、富山グラウジーズへ移籍。
2021年4月、対宇都宮ブレックス戦で右アキレス腱断裂負傷。
2021年オフ、シーホース三河へ移籍。
2022年1月22日の対富山グラウジーズ戦で移籍後初出場。
2022年2月、練習中に右腕骨折負傷。
2022年11月19日の対宇都宮ブレックス戦で復帰。
2024年6月18日、ライジングゼファーフクオカへ移籍。
2024年、右橈骨骨幹部骨折で負傷。11月1日インジュアリーリストへ登録。
2025年4月15日、インジュアリーリストから抹消。
2025年5月17日、プレイオフの信州ブレイブウォリアーズ戦に約7分出場した。
2025年5月26日、ライジングゼファーフクオカとの選手契約が6月31日満了のため、自由契約リストに登録された。
2025年6月16日、佐賀バルーナーズへ移籍。

## 経歴
- 宇都宮工業高校 - 東海大学 - 栃木/宇都宮 - 富山 - 三河 - 福岡 - 佐賀

## 日本代表歴
- 第21回FIBAアジアU-18選手権
- 第33回ウィリアム・ジョーンズカップ
- 第34回ウィリアム・ジョーンズカップ
- 第3回東アジア選手権

## 記録
| シーズン    | チーム | GP | GS | MPG | FG%  | 3P%  | FT%   | RPG | APG | SPG | BPG | TO  | PPG |
| ----------- | ------ | -- | -- | --- | ---- | ---- | ----- | --- | --- | --- | --- | --- | --- |
| NBL 2015-16 | 栃木   | 16 |    | 3.3 | .280 | .364 | 1.000 | 0.3 | 0.4 | 0.3 | 0.1 | 0.4 | 1.3 |
| B1 2016-17  | 栃木   |    |    |     |      |      |       |     |     |     |     |     |     |